# Monitor Motor Car Company
Monitor Motor Car Company, vorher Cummins-Monitor Company, war ein US-amerikanischer Hersteller von Automobilen.

## Unternehmensgeschichte
Der Ursprung der 1915 gegründeten Cummins-Monitor Company lag in dem Autohaus Cummins Auto Sales Company. Charles C. Cummins, E. S. Cummins und H. P. Jeffers leiteten das Unternehmen mit Sitz in Columbus in Ohio. Im März 1915 begann die Produktion von Automobilen. Der Markenname lautete Monitor. Im Dezember 1916 erfolgte die Umfirmierung in Monitor Motor Car Company. Im August 1921 begann die Insolvenz. Der Motorenhersteller Herschell-Spillman klagte, weil es einen Vertrag über 1000 Motoren gab, Monitor aber nur 42 bezahlte. 1922 endete die Produktion. Im Januar 1922 kam es zum Bankrott. Insgesamt entstanden über 5000 Fahrzeuge.
Es gab keine Verbindung zur Monitor Automobile Works, die den gleichen Markennamen verwendete.

## Fahrzeuge
Verschiedene zugekaufte Motoren von Continental Motors Company, GB & S und Herschell-Spillman trieben die Fahrzeuge an.
1915 gab es nur das Model 4-30. Es hatte einen Vierzylindermotor und 30 PS Leistung. Das Fahrgestell hatte 274 cm Radstand. Zur Wahl standen ein Roadster und ein fünfsitziger Tourenwagen. 1916 wurde das Modell einfach Four genannt. Sonst änderte sich nichts. Ab 1917 ist für den Tourenwagen keine Sitzanzahl überliefert. 1918 war sein letztes Jahr.
1916 erschien der Six. Sein Sechszylindermotor leistete 55 PS. Der Radstand betrug 292 cm. Auch er war als Tourenwagen und Roadster erhältlich. Er blieb bis 1919 unverändert. Erst 1920 wurde der Radstand auf 297 cm verlängert. Nun standen Tourenwagen, Limousine und ein Tu-or-Four Roadster zur Wahl. Ab 1921 enthielt beim Roadster der Namenszusatz. 1922 war Schluss für dieses Modell.
Ein Modell mit einem V8-Motor war von Anfang an geplant. Es gelangte aber nicht in Serienproduktion.

## Modellübersicht
| Jahr      | Modell     | Zylinder | Leistung (PS) | Radstand (cm) | Aufbau                                      |
| --------- | ---------- | -------- | ------------- | ------------- | ------------------------------------------- |
| 1915      | Model 4-30 | 4        | 30            | 274           | Roadster, Tourenwagen 5-sitzig              |
| 1916      | Four       | 4        | 30            | 274           | Tourenwagen 5-sitzig, Roadster              |
| 1916      | Six        | 6        | 55            | 292           | Tourenwagen, Roadster                       |
| 1917      | Four       | 4        | 30            | 274           | Tourenwagen, Roadster                       |
| 1917      | Six        | 6        | 55            | 292           | Tourenwagen, Roadster                       |
| 1918      | Four       | 4        | 30            | 274           | Tourenwagen, Roadster                       |
| 1918      | Six        | 6        | 55            | 292           | Tourenwagen, Roadster                       |
| 1919      | Six        | 6        | 55            | 292           | Tourenwagen, Roadster                       |
| 1920      | Six        | 6        | 55            | 297           | Tourenwagen, Tu-or-Four Roadster, Limousine |
| 1921–1922 | Six        | 6        | 55            | 307           | Roadster, Tourenwagen, Limousine            |

## Produktionszahlen
| Jahr  | Produktionszahl |
| ----- | --------------- |
| 1915  | 373             |
| 1916  | 797             |
| 1917  | 1630            |
| 1918  | 1167            |
| 1919  | 727             |
| 1920  | 884             |
| 1921  | 231             |
| 1922  | 81              |
| Summe | 5890            |

Quelle: